# رئيس مولدوفا
رئيس مولدوفا هو المنصب الأعلى في جمهورية مولدوفا. الرئيس الحالي لمولدوفا مايا ساندو منذ 24 ديسمبر 2020.

## الإدارة الرئاسية
الإدارة الرئاسية هي هيئة تنظيمية تعمل كخدمة اتصال بين الحكومة والرئاسة وتضع المراسيم بناءً على السياسة الرئاسية. يعين الرئيس شخصيا جميع موظفي المكتب.

### الهيكل
الهيكل على النحو التالي:
- القيادة
  - الأمين العام
  - نائب الأمين العام
- خزانة
  - مستشار السياسة
  - المستشار القانوني وممثل الرئيس عن العلاقات مع البرلمان والحكومة
  - مستشار الأمن القومي - أمين المجلس الأعلى للأمن
  - مستشار السياسة الخارجية والتكامل الأوروبي
  - مستشار التنمية الاجتماعية
  - مستشار في المجال الاقتصادي
  - مستشار ثقافي وتربوي
  - مستشار في الزراعة والإدارة العامة
  - مستشار إعادة الإدماج
  - مستشار العلاقات العامة - السكرتير الصحفي للرئيس
  - مساعد الرئيس
  - مساعد الرئيس - طبيب شخصي
- مجلس الأمن الأعلى
- مجلس الوزراء شعارات النبالة
- المديرية العامة للمعلومات والتوثيق
- القسم الاستشاري
- الخدمة المالية
- خدمة الموارد البشرية
- خدمة العلاقات الخارجية والمراسم
- المكتب الصحفي

## الموقف الدستوري
وفقا للمادة 77 من دستور مولدوفا (1994)، فإن رئيس مولدوفا هو رئيس الدولة ويمثل الدولة وهو الضامن للسيادة الوطنية والاستقلال ووحدة الأمة وسلامتها الإقليمية.

### الرئيس بالنيابة
الرئيس بالنيابة لمولدوفا (الرومانية: Președinte temporar al Republicii Moldova) هو الشخص الذي يقوم بواجبات رئيس مولدوفا عند حدوث حالات العجز. وهي وظيفة مؤقتة ينص عليها دستور مولدوفا.
وفقًا للمادة 91 من دستور مولدوفا (1994):-
| رئيس مولدوفا | ندما يصبح منصب رئيس جمهورية مولدوفا شاغراً أو يعلق الرئيس من منصبه، أو يجد نفسه في حالة استحالة مؤقتة لأداء واجباته، فإن مسؤولية المكتب ستنتقل مؤقتًا في رئيس البرلمان أو رئيس الوزراء، في ترتيب الأولويات هذا. | رئيس مولدوفا |

### التعليق من المنصب
وفقًا للمادة 89 من دستور مولدوفا (1994):-
- (1) في حالة قيام رئيس جمهورية مولدوفا بارتكاب جرائم خطيرة تنتهك الأحكام الدستورية، يجوز له أن يعلق من منصبه من قبل البرلمان إذا صوت ثلثا الأعضاء لصالح التعليق.
- (2) يجب أن يبدأ اقتراح طلب التعليق من منصبه من قبل ثلث الأعضاء على الأقل، ويجب أن يطلع الرئيس على ذلك دون إبطاء. يجوز للرئيس أن يقدم توضيحات بشأن الإجراءات التي يتعرض لها باللوم من قبل البرلمان.
- (3) إذا حظي اقتراح طلب التعليق من منصبه بالموافقة، ينظم استفتاء وطني في غضون 30 يومًا لعزل الرئيس من منصبه.

### الشواغر
وفقًا للمادة 90 من دستور مولدوفا (1994):-
- (1) قد يصبح منصب رئيس جمهورية مولدوفا شاغرًا نتيجة لانتهاء الولاية الرئاسية، أو الاستقالة من منصبه، أو عزله، أو استحالة تنفيذ مهامه، أو الوفاة.
- (2) سيقدم طلب إبعاد رئيس جمهورية مولدوفا من منصبه في البرلمان، الذي سيصدر قرارًا بشأن هذا الطلب.
- (3) في غضون 3 أشهر من تاريخ الإعلان عن منصب رئاسي لانتخابات شاغرة لرئيس جديد سيتم إجراؤها وفقًا للقانون.

## القائمة

### جمهورية مولدافيا الديمقراطية (1917–1918)
الحزب
  Bessarabian Peasants' Party
| No. | الصورة | الاسم (الميلاد–الوفاة)  | استلم المنصب                                | ترك المنصب                               | الحزب السياسي               |
| --- | ------ | ----------------------- | ------------------------------------------- | ---------------------------------------- | --------------------------- |
| 1   |        | Ion Inculeț (1884–1940) | 15 ديسمبر [بالتقويم القديم: 2 ديسمبر ] 1917 | 9 أبريل [بالتقويم القديم: 27 مارس ] 1918 | Bessarabian Peasants' Party |

### جمهورية مولدافيا الاشتراكية السوفيتية (1940–1991)

#### الأمناء الأوائل للحزب الشيوعي المولدافي
| No. | الصورة | الاسم (الميلاد–الوفاة)       | الفترة         | الفترة         |
| --- | ------ | ---------------------------- | -------------- | -------------- |
| 1   |        | بيوتر بورودين ‏ (1905–1986)   | 2 أغسطس 1940   | 11 فبراير 1942 |
| 2   |        | Nikita Salogor (1901–1982)   | 13 فبراير 1942 | 5 يناير 1946   |
| 3   |        | Nicolae Coval (1904–1970)    | 5 يناير 1946   | 26 يوليو 1950  |
| 4   |        | ليونيد بريجنيف (1906–1982)   | 26 يوليو 1950  | 25 أكتوبر 1952 |
| 5   |        | Dmitri Gladki (1911–1959)    | 25 أكتوبر 1952 | 8 فبراير 1954  |
| 6   |        | Zinovie Serdiuk (1903–1982)  | 8 فبراير 1954  | 29 مايو 1961   |
| 7   |        | Ivan Bodiul (1918–2013)      | 29 مايو 1961   | 22 ديسمبر 1980 |
| 8   |        | Semion Grossu (مواليد 1934)  | 22 ديسمبر 1980 | 16 ديسمبر 1989 |
| 9   |        | بيترو وتشنسكي (مواليد 1940)  | 16 نوفمبر 1989 | 5 فبراير 1991  |
| 10  |        | Grigore Eremei (مواليد 1935) | 5 فبراير 1991  | 23 أغسطس 1991  |

#### رؤساء مجلس السوفيات الأعلى لجمهورية مولدوفا
الأحزاب
  PCM
| No. | الصورة   | الاسم (الميلاد–الوفاة)    | استلم المنصب  | ترك المنصب    | الحزب السياسي              |
| --- | -------- | ------------------------- | ------------- | ------------- | -------------------------- |
| 1   | framless | ميرسيا سينغور (1940–2023) | 27 أبريل 1990 | 3 سبتمبر 1990 | Communist Party of Moldova |

### جمهورية مولدوفا (1991–الآن)
الأحزاب
  PDAM
  الحزب الشيوعي المولدوفي
  PL
  PLDM
  الحزب الديمقراطي (مولدوفا)
  PSRM
  حزب العمل والتضامن
  مستقل

| No. | الصورة                                     | الاسم (الميلاد–الوفاة)                     | الفترة                               | الفترة                               | الحكومة                 | الانتخابات                                                 | المنصب السابق                                       | الحزب السياسي                                                |
| --- | ------------------------------------------ | ------------------------------------------ | ------------------------------------ | ------------------------------------ | ----------------------- | ---------------------------------------------------------- | --------------------------------------------------- | ------------------------------------------------------------ |
| 1   |                                            | ميرسيا سينغور (1940–2023)                  | 3 سبتمبر 1990                        | 15 يناير 1997                        | Druc (1990–91)          | 1991 ‏                                                      | Chairman of the Supreme Soviet of the Moldavian SSR | مستقل                                                        |
| 1   | 6 سنوات و134 أيام (خسر في الانتخابات)      | 6 سنوات و134 أيام (خسر في الانتخابات)      | فاليريو مورافشي (1991–92)            |                                      |                         | 1991 ‏                                                      | Chairman of the Supreme Soviet of the Moldavian SSR | مستقل                                                        |
| 1   | 6 سنوات و134 أيام (خسر في الانتخابات)      | 6 سنوات و134 أيام (خسر في الانتخابات)      | Sangheli الأول (1992–94)             |                                      |                         | 1991 ‏                                                      | Chairman of the Supreme Soviet of the Moldavian SSR | مستقل                                                        |
| 1   | 6 سنوات و134 أيام (خسر في الانتخابات)      | 6 سنوات و134 أيام (خسر في الانتخابات)      | Sangheli الثاني (1994–97)            |                                      |                         | 1991 ‏                                                      | Chairman of the Supreme Soviet of the Moldavian SSR | مستقل                                                        |
| 2   |                                            | بيترو وتشنسكي (مواليد 1940)                | 15 يناير 1997                        | 7 أبريل 2001                         | سيوبوك الأولى (1997–98) | 1996 ‏                                                      | رئيس برلمان مولدوفا ‏                                | Democratic Agrarian Party                                    |
| 2   | 4 سنوات و82 أيام (لم يترشح مرة ثانية)      | 4 سنوات و82 أيام (لم يترشح مرة ثانية)      | سيوبوك الثانية (1998–99)             |                                      |                         | 1996 ‏                                                      | رئيس برلمان مولدوفا ‏                                | Democratic Agrarian Party                                    |
| 2   | 4 سنوات و82 أيام (لم يترشح مرة ثانية)      | 4 سنوات و82 أيام (لم يترشح مرة ثانية)      | أيون ستورزا (1999)                   |                                      |                         | 1996 ‏                                                      | رئيس برلمان مولدوفا ‏                                | Democratic Agrarian Party                                    |
| 2   | 4 سنوات و82 أيام (لم يترشح مرة ثانية)      | 4 سنوات و82 أيام (لم يترشح مرة ثانية)      | Braghiș (1999–2001)                  |                                      |                         | 1996 ‏                                                      | رئيس برلمان مولدوفا ‏                                | Democratic Agrarian Party                                    |
| 3   |                                            | فلاديمير فورونين (مواليد 1941)             | 7 أبريل 2001                         | 11 سبتمبر 2009                       | Tarlev I (2001–05)      | 2001 (غير مباشر) 2005 (غير مباشر)                          | Minister of Internal Affairs of the Moldavian SSR   | الحزب الشيوعي المولدوفي                                      |
| 3   | 8 سنوات و157 أيام (استقال)                 | 8 سنوات و157 أيام (استقال)                 | حكومة تارليف (2005–08)               |                                      |                         | 2001 (غير مباشر) 2005 (غير مباشر)                          | Minister of Internal Affairs of the Moldavian SSR   | الحزب الشيوعي المولدوفي                                      |
| 3   | 8 سنوات و157 أيام (استقال)                 | 8 سنوات و157 أيام (استقال)                 | Greceanîi I (2008–09)                |                                      |                         | 2001 (غير مباشر) 2005 (غير مباشر)                          | Minister of Internal Affairs of the Moldavian SSR   | الحزب الشيوعي المولدوفي                                      |
| 3   | 8 سنوات و157 أيام (استقال)                 | 8 سنوات و157 أيام (استقال)                 | Greceanîi II (2009)                  |                                      |                         | 2001 (غير مباشر) 2005 (غير مباشر)                          | Minister of Internal Affairs of the Moldavian SSR   | الحزب الشيوعي المولدوفي                                      |
| –   |                                            | ميهاي غيمبو (مواليد 1951) Acting           | 11 سبتمبر 2009                       | 28 ديسمبر 2010                       | Filat I (2009–11)       | —                                                          | رئيس برلمان مولدوفا ‏                                | Liberal Party (Alliance for European Integration)            |
| –   | Vlad Filat 2010-09-15.jpg                  | فلاد فيلات (مواليد 1969) Acting            | 28 ديسمبر 2010                       | 30 ديسمبر 2010                       | Filat I (2009–11)       | —                                                          | رئيس وزراء مولدوفا                                  | Liberal Democratic Party (Alliance for European Integration) |
| –   |                                            | ماريان لوبو (مواليد 1966) Acting           | 30 ديسمبر 2010                       | 23 مارس 2012                         | Filat II (2011–13)      | —                                                          | رئيس برلمان مولدوفا ‏                                | الحزب الديمقراطي (Alliance for European Integration)         |
| 4   | Nicolae Timofti 2013-03-11.jpg             | نيكولاي تيموفتي (مواليد 1948)              | 23 مارس 2012                         | 23 ديسمبر 2016                       | Filat II (2011–13)      | 2011–2012 (غير مباشر)                                      | رئيس المجلس الأعلى للقضاة                           | مستقل (Alliance for European Integration)                    |
| 4   | Nicolae Timofti 2013-03-11.jpg             | نيكولاي تيموفتي (مواليد 1948)              | 23 مارس 2012                         | 23 ديسمبر 2016                       | Leancă (2013–15)        | 2011–2012 (غير مباشر)                                      | رئيس المجلس الأعلى للقضاة                           | مستقل (Alliance for European Integration)                    |
| 4   | Nicolae Timofti 2013-03-11.jpg             | نيكولاي تيموفتي (مواليد 1948)              | 4 سنوات و275 أيام (استقال من المنصب) | 4 سنوات و275 أيام (استقال من المنصب) | Gaburici (2015)         | 2011–2012 (غير مباشر)                                      | رئيس المجلس الأعلى للقضاة                           | مستقل (Alliance for European Integration)                    |
| 4   | Nicolae Timofti 2013-03-11.jpg             | نيكولاي تيموفتي (مواليد 1948)              | 4 سنوات و275 أيام (استقال من المنصب) | 4 سنوات و275 أيام (استقال من المنصب) | Streleț (2015)          | 2011–2012 (غير مباشر)                                      | رئيس المجلس الأعلى للقضاة                           | مستقل (Alliance for European Integration)                    |
| 4   | Nicolae Timofti 2013-03-11.jpg             | نيكولاي تيموفتي (مواليد 1948)              | 4 سنوات و275 أيام (استقال من المنصب) | 4 سنوات و275 أيام (استقال من المنصب) | Filip (2016–19)         | 2011–2012 (غير مباشر)                                      | رئيس المجلس الأعلى للقضاة                           | مستقل (Alliance for European Integration)                    |
| 5   |                                            | إيغور دودون (مواليد 1975)                  | 23 ديسمبر 2016                       | 24 ديسمبر 2020                       | 2016 ‏                   | First Deputy Prime Minister؛ Minister of Economy and Trade | Party of Socialists                                 |                                                              |
| 5   | 4 سنوات و1 يوم (خسر في الانتخابات التالية) | 4 سنوات و1 يوم (خسر في الانتخابات التالية) | Sandu (2019)                         |                                      | 2016 ‏                   | First Deputy Prime Minister؛ Minister of Economy and Trade | Party of Socialists                                 |                                                              |
| 5   | 4 سنوات و1 يوم (خسر في الانتخابات التالية) | 4 سنوات و1 يوم (خسر في الانتخابات التالية) | Chicu (2019–20)                      |                                      | 2016 ‏                   | First Deputy Prime Minister؛ Minister of Economy and Trade | Party of Socialists                                 |                                                              |
| 6   |                                            | مايا ساندو (مواليد 1972)                   | 24 ديسمبر 2020                       | في المنصب                            | 2020                    | رئيس وزراء مولدوفا                                         | حزب العمل والتضامن                                  |                                                              |
| 6   | 4 سنوات و163 أيام                          | 4 سنوات و163 أيام                          | Gavrilița (2021–2023)                |                                      | 2020                    | رئيس وزراء مولدوفا                                         | حزب العمل والتضامن                                  |                                                              |
| 6   | 4 سنوات و163 أيام                          | 4 سنوات و163 أيام                          | Recean (2023–)                       |                                      | 2020                    | رئيس وزراء مولدوفا                                         | حزب العمل والتضامن                                  |                                                              |